# Rafflesia hasseltii
Rafflesia hasseltii är en tvåhjärtbladig växtart som beskrevs av Suring.. Rafflesia hasseltii ingår i släktet Rafflesia, och familjen Rafflesiaceae. Inga underarter finns listade i Catalogue of Life.

## Källor

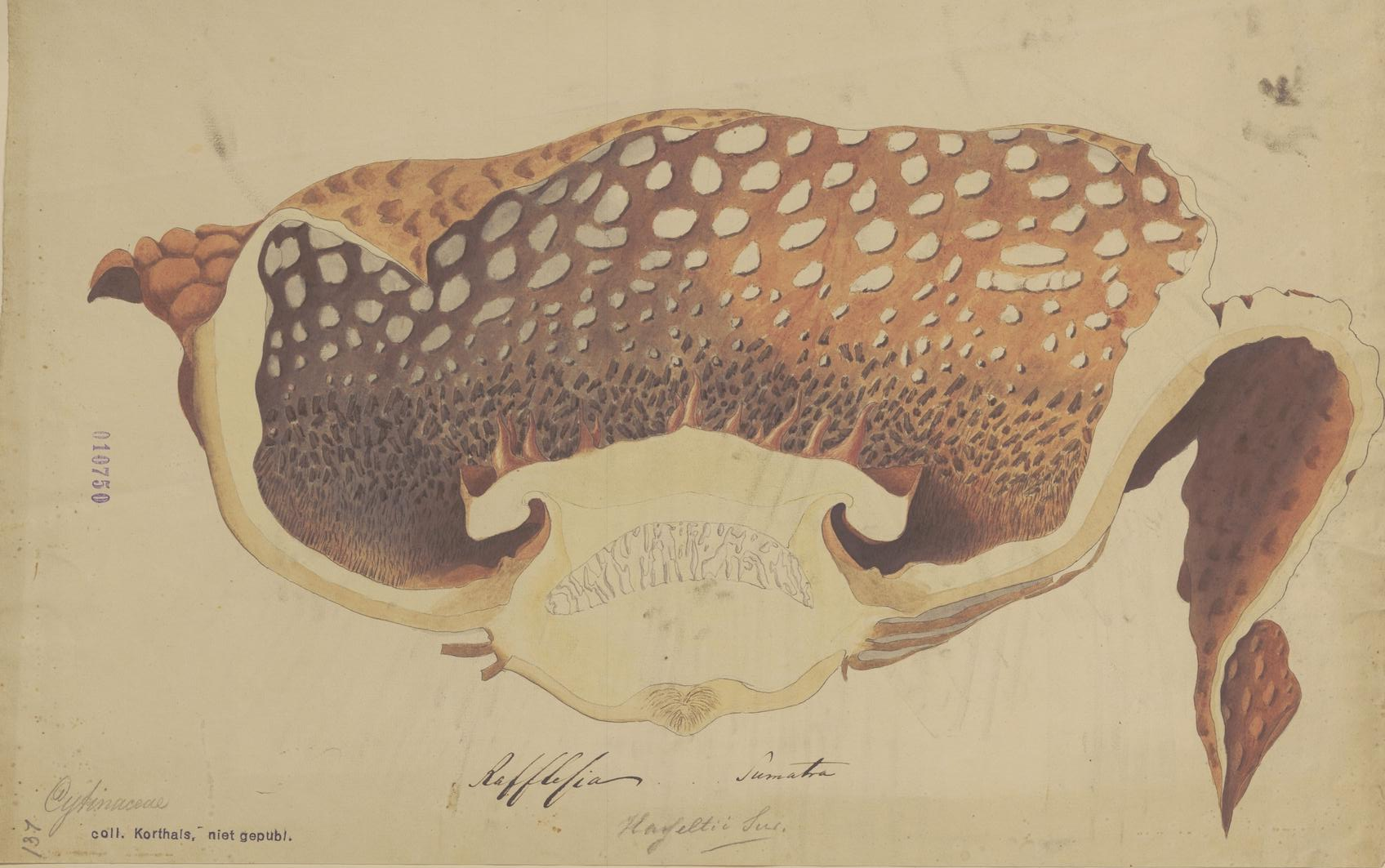
Rafflesia hasseltii, akvarell, samling Pieter Willem Korthals, Naturalis
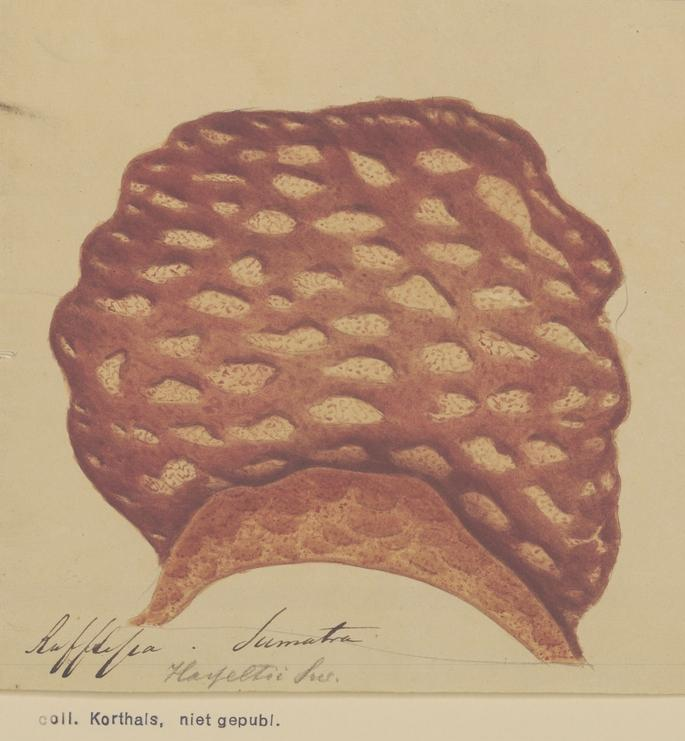
Rafflesia hasseltii, akvarell, samling Pieter Willem Korthals, Naturalis